# Alangium premnifolium
Alangium premnifolium är en kornellväxtart som beskrevs av Jisaburo Ohwi. Alangium premnifolium ingår i släktet Alangium och familjen kornellväxter. Inga underarter finns listade i Catalogue of Life.